# エネルギー作物
エネルギー作物（英語: energy crop）とは、バイオ燃料の原料とすることを目的として栽培する農作物である。なお、バイオマスも1種のエネルギー作物に含まれる。

## 特性
エネルギー作物はバイオガスやバイオエタノールを始めとして、各種バイオ燃料の原料とすることを目的としており、食用の作物とは異なり、動物にとっての味や栄養素は関係なく、燃料の原材料としての適性に重点が置かれている。

## 主なエネルギー作物
- サトウキビ
- とうもろこし
- 甜菜
- エリアンサス
- 芋類
- 豆類
- 穀物